# Dadi El Hocine Mouaki
Dadi El Hocine Mouaki (en arabe : دادي الحسين مواقي, en tifinagh : ⴷⴰⴷⵉ ⴻⵍ ⵀⵓⵙⵙⵉⵏⴻ ⵎⵓⴰⴽⵉ) couramment appelé Dadi Mouaki est un footballeur algérien né le 11 septembre 1996, à Tolga dans la wilaya de Biskra. Il évolue au poste d'ailier au CS Constantine.

## Carrière

### Avec la JS Kabylie (2021-2024)

#### La révélation
En août 2021, il rejoint la JS Kabylie, sur un transfert libre, en provenance de l'USM Bel Abbès.
Il se met en évidence, pour la première fois, avec la JSK, en inscrivant un but, à la 87e minute de jeu, le 7 novembre 2021, lors de la troisième journée du championnat d'Algérie saison 2021-2022, face au NA Hussein Dey, au Stade du 20-août-1955, à Belouizdad, dans un match nul de 2-2.
Le 5 juin 2022, avec la JS Kabylie, lors de la 33e et avant dernière journée du championnat, il inscrit un but d'anthologie, à la 49e minute de jeu, sur un coup franc direct, au Stade du 1er-novembre-1954, à Tizi Ouzou, face au CS Constantine, dans une défaite de 3-1 des Canaris.
En championnat, il termine la saison 2021-2022, en étant vice-champion d'Algérie et en étant le deuxième meilleur buteur de l'équipe, avec huit buts.
En juillet 2022, en étant en étroit contact avec le club kurde d'Erbil SC qui évolue en première division irakienne, il décide de rester à la JSK, malgré ses salaires impayés de la saison 2021-2022.
La saison suivante, il prend part à la Ligue des champions de la CAF 2022-2023, avec la JS Kabylie. Le 18 mars 2023, dans une victoire de 1-0 des Canaris, il inscrit un but gagnant, en fin de match, à la 90e minute de jeu, au Stade du 5-juillet-1962, à Alger, face au club angolais de Petro de Luanda, dans l'avant dernière journée de la phase de groupes. Il permet à la JSK d'atteindre les quarts de finale de la plus prestigieuse coupe africaine, pour la première fois en 13 ans.
Le 7 juillet 2023, lors de la 28e journée du championnat d'Algérie saison 2022-2023, à Blida, au Stade Ismaïl-Makhlouf, face au RC Arbaâ, dans un match décisif, pour la survie de la JS Kabylie, en Ligue 1, il marque un penalty égalisateur qu'il a lui même provoqué, à la 94e minute de jeu, dans un match nul de 1-1. Ce but permet à son équipe de revenir avec un point qui vaut de l’or, à deux journées de la fin du championnat, dans la course au maintien.
Il termine la saison footballistique 2022-2023, en étant le meilleur buteur du club kabyle, avec un total de 14 buts, jouant la totalité des matchs et contribuant au maintien des Canaris, en Ligue 1. Il termine aussi deuxième meilleur buteur du championnat d'Algérie, avec 12 buts.
En étant en fin de contrat, avec la JS Kabylie, à la fin de la saison 2022-2023, il prolonge, pour deux saisons supplémentaires.
Le 7 octobre 2023, lors de la quatrième journée du championnat d'Algérie saison 2023-2024, dans une victoire de 1-0 des Kabyles, face à l'USM Alger, au Stade du 1er-novembre-1954, à Tizi Ouzou, il fournit une passe lumineuse, sur le but victorieux de Redouane Berkane, à la 64e minute de jeu.
Le 11 mai 2024, dans un match nul de 0-0, il joue son 100e match, sous les couleurs de la JS Kabylie, à Tizi Ouzou, face au CS Constantine, lors de la 25e journée du championnat d'Algérie saison 2023-2024.
En juillet 2024, il résilie son contrat à l'amiable, avec la JS Kabylie.

## Style de jeu
Selon le journaliste sportif algérien Mohamed Haouchine : « Dadi Mouaki est un joueur doté d'une bonne technique, d'une excellente frappe de balle et surtout d'un opportunisme hors du commun. Il est un battant confirmé sur le terrain et surtout un buteur racé, capable de frapper à n'importe quel moment ».

## Statistiques

### En club
| Saison                | Club                  | Championnat           | Championnat | Championnat | Championnat | Coupe(s) nationale(s) | Coupe(s) nationale(s) | Coupe(s) nationale(s) | Compétition(s) continentale(s) | Compétition(s) continentale(s) | Compétition(s) continentale(s) | Compétition(s) continentale(s) | Total | Total | Total |
| Saison                | Club                  | Division              | M.          | B.          | P.d.        | M.                    | B.                    | P.d.                  | Comp.                          | M.                             | B.                             | P.d.                           | M.    | B.    | P.d.  |
| 2017-2018             | US Biskra             | Ligue 1               | 11          | 1           | 2           | 3                     | 1                     | 0                     | -                              | -                              | -                              | -                              | 14    | 2     | 2     |
| 2018-2019             | NA Hussein Dey        | Ligue 1               | 23          | 2           | 2           | 3                     | 0                     | 0                     | C2                             | 6                              | 1                              | 0                              | 32    | 3     | 2     |
| 2019-2020             | NA Hussein Dey        | Ligue 1               | 11          | 1           | 0           | 2                     | 0                     | 0                     | -                              | -                              | -                              | -                              | 13    | 1     | 0     |
| Sous-total            | Sous-total            | Sous-total            | 34          | 3           | 2           | 5                     | 0                     | 0                     | -                              | 6                              | 1                              | 0                              | 45    | 4     | 2     |
| 2019-2020             | ES Sahel              | Ligue 1 Pro           | 10          | 1           | 0           | 1                     | 1                     | 0                     | -                              | -                              | -                              | -                              | 11    | 2     | 0     |
| 2020-2021             | USM Bel Abbès         | Ligue 1               | 23          | 6           | 3           | 1                     | 0                     | 0                     | -                              | -                              | -                              | -                              | 24    | 6     | 3     |
| 2021-2022             | JS Kabylie            | Ligue 1               | 32          | 8           | 3           | -                     | -                     | -                     | -                              | -                              | -                              | -                              | 32    | 8     | 3     |
| 2022-2023             | JS Kabylie            | Ligue 1               | 30          | 12          | 2           | -                     | -                     | -                     | C1                             | 12                             | 2                              | 0                              | 42    | 14    | 2     |
| 2023-2024             | JS Kabylie            | Ligue 1               | 28          | 5           | 5           | 1                     | 0                     | 0                     | -                              | -                              | -                              | -                              | 29    | 5     | 5     |
| Sous-total            | Sous-total            | Sous-total            | 90          | 25          | 10          | 1                     | 0                     | 0                     | -                              | 12                             | 2                              | 0                              | 103   | 27    | 10    |
| 2024-2025             | CS Constantine        | Ligue 1               | 17          | 0           | 2           | 1                     | 0                     | 0                     | C2                             | 10                             | 2                              | 1                              | 28    | 2     | 3     |
| Total sur la carrière | Total sur la carrière | Total sur la carrière | 185         | 36          | 19          | 12                    | 2                     | 0                     | -                              | 28                             | 5                              | 1                              | 225   | 43    | 20    |

## Distinctions individuelles
- Meilleur joueur du mois de février 2022 de la JS Kabylie.
- 2e buteur du Championnat d'Algérie 2022-2023 (12 buts)[12].